# Bildungsroman
Bildungsroman (německy „román formování“) je žánr románu, pojednávající o duchovním, psychologickém či společenském rozvoji hrdiny románu (zejm. ve fázi přechodu z dítěte na dospělého). Je většinou určen dětem či dospívajícím. Témata bildungsromanů jsou dnes často používána ve filmech.
Knihy žánru bildungsromanu většinou obsahují následující prvky:
- Postava roste z chlapce či dívky na muže či ženu.
- Postava musí získat důvod, proč projít procesem vývoje.
- Vývoj postavy je těžký, postupný a plný komplikací.
- Román končí popisem nového místa postavy ve společnosti.
- Román často zobrazuje konflikt individuality a shody se společností.
- Román často obsahuje motiv útěku.

Mnoho jiných literárních žánrů obsahuje často prvky bildungsromanu, například díla s vojenskou tematikou často popisují příchod nového rekruta a jeho křest ohněm, stejně tak knihy žánru fantasy často obsahují mladé postavy, prožívající přechod z dítěte na dospělého. Tento proces je také často ztvárňován ve hrách na hrdiny.

## Díla
V užším smyslu vzniká bildungsroman v německém osvícenství. Za první příklad bývá považován Wielandův Agathon z roku 1766. Prototypem žánru se pak stala Goetheho Viléma Meistera léta učednická, jehož hrdina usiluje o rovnocenné pozvednutí těla a ducha.
Příkladem bildungsromanu mohou být dále díla Emil, čili o výchově od Rousseaua, Petr Camenzind od Hermanna Hesse, řada románů od Charlese Dickense (Mikuláš Nickleby, David Copperfield, Nadějné vyhlídky) či Joyceův Portrét umělce v jinošských letech.